# 11 tháng 10
Ngày 11 tháng 10 là ngày thứ 284 (285 trong năm nhuận) trong lịch Gregory. Còn 81 ngày trong năm.

## Sự kiện
- 951 – Thọ An công Gia Luật Cảnh trở thành hoàng đế thứ tư của triều Liêu, tức Liêu Mục Tông.
- 1531 – Nhà lãnh đạo cải cách tôn giáo Thụy Sĩ Huldrych Zwingli tử chiến khi cùng quân Zürich giao tranh với quân 5 bang Công giáo La Mã.
- 1852 – Đại học Sydney được khánh thành, là đại học lâu năm nhất tại Úc.
- 1941 – Chiến tranh nhân dân giải phóng Macedonia bắt đầu.
- 1941 – Chiến tranh thế giới thứ hai: Khởi đầu trận chiến mũi Esperance giữa quân đội Hoa Kỳ và Nhật Bản tại Guadalcanal.
- 1944 – Cộng hòa Nhân dân Tuva được sáp nhập vào Liên Xô với vị thế một tỉnh tự trị, 23 năm sau khi tuyên bố độc lập khỏi Trung Quốc.
- 1962 – Giáo hoàng Gioan XXIII triệu tập công đồng đại kết đầu tiên của Giáo hội Công giáo Rôma trong vòng 92 năm, tức Công đồng Vaticanô II.
- 2002 – Hãng hàng không quốc gia của Trung Quốc là Air China thành lập.

## Sinh
- 1817 – Marie Amelie xứ Baden, Đại Công nữ Baden, Công tước phu nhân xứ Hamilton.
- 1885 - François Mauriac, nhà văn người Pháp (m. 1970)
- 1926 - Thích Nhất Hạnh, thiền sư, giảng viên, nhà văn, nhà thơ người Việt Nam (m. 2022)
- 1973 – Sakaguchi Daisuke, seiyū làm việc với Aoni Production.
- 1975 – Vân Dung, diễn viên hài Việt Nam.
- 1980 – Kasim Hoàng Vũ, ca sĩ người Việt Nam
- 1984 - 
  - Đinh Ngọc Diệp, diễn viên người Việt Nam
  - Trương Lương Dĩnh, ca sĩ, nhà sản xuất âm nhạc người Trung Quốc.
- 1989 – Henry Lau, ca nhạc sĩ người Canada gốc Hoa.
- 1990 - Châu Tuyết Vân, vận động viên người Việt Nam
- 1993 – B Ray, rapper người Việt Nam

## Mất
- 2011 - Hà Thượng Nhân, nhà thơ và nhà báo người Việt (s. 1920)

## Những ngày lễ và kỷ niệm
- Ngày Quốc tế trẻ em gái